# Махуредія Кулі
Махуредія Кулі (д/н — 1610) — 4-й дамель (володар) держави Кайор в 1600—1610 роках.

## Життєпис
Походив з династії Фалл. Син дамеля Массамба Тако та Хуредії Кулі. Про молоді роки замало відомостей. При дворі батька сперечався за статус спадкоємця із зведеними братами. У 1610 році через те, що Массамба Тако планував передати трон іншому синові Мадіор Фатіт Голане влаштував змову проти Массамби, якого було вбито.
Втім вимушений був боротися проти своїх родичів, що були невдоволені захопленням влади. Також невдалими виявилися спроби захопити державу Баол. 1610 року Махуредію Кулі було повалено власним братом Бірам Мбангою, що став новим дамелем.